# Brzezina (powiat brzeski)

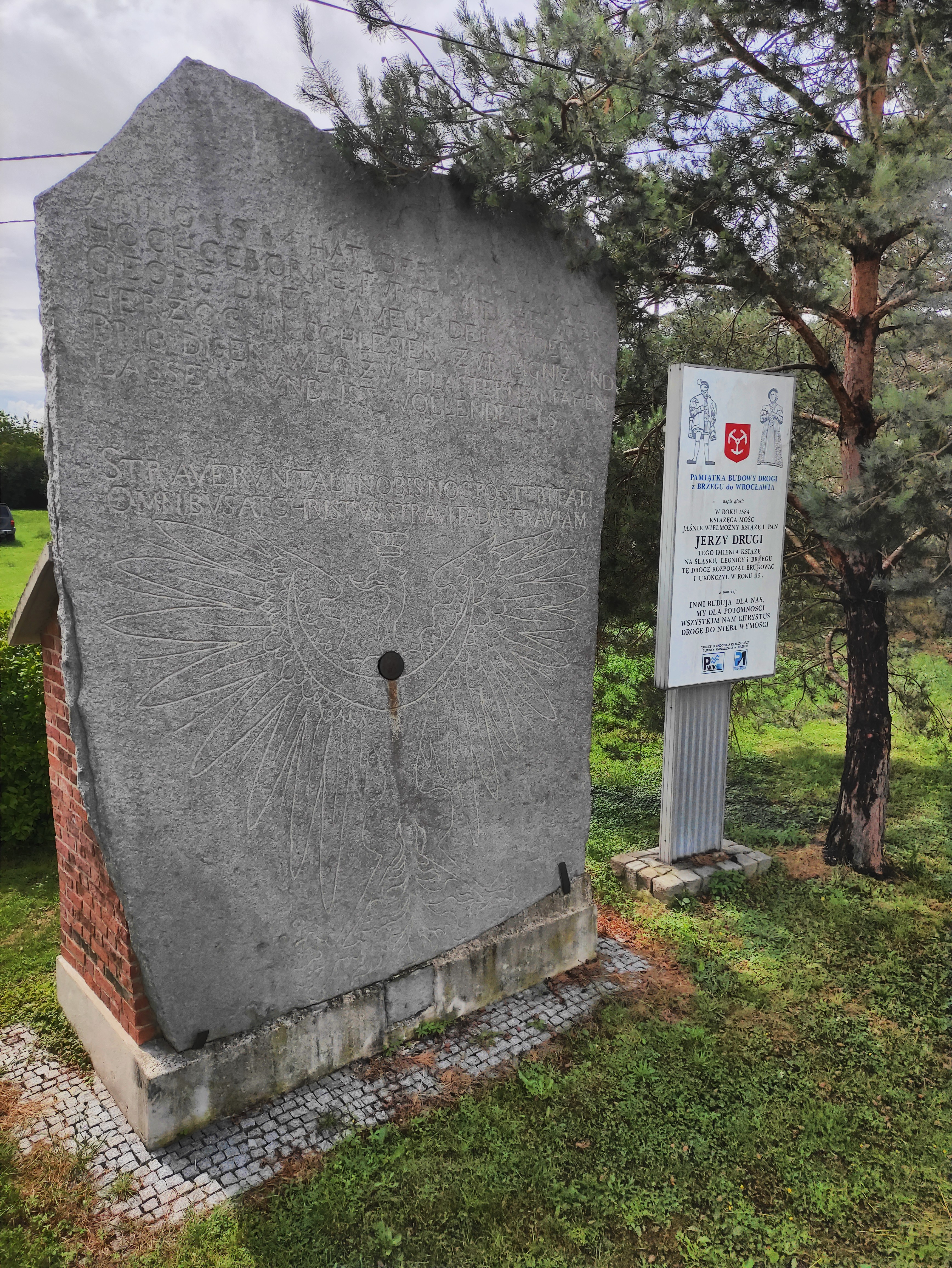
Kamień drogowy

Brzezina (niem. Briesen) – wieś w Polsce położona w województwie opolskim, w powiecie brzeskim, w gminie Skarbimierz.
W latach 1945–1954 istniała gmina Brzezina, jej siedzibą była wieś Lipki. W latach 1975–1998 miejscowość należała administracyjnie do województwa opolskiego.

## Nazwa
Nazwa miejscowości wywodzi się od staropolskiej nazwy brzezina określającej las brzozowy.
W księdze łacińskiej Liber fundationis episcopatus Vratislaviensis (pol. Księga uposażeń biskupstwa wrocławskiego) spisanej za czasów biskupa Henryka z Wierzbna w latach 1295–1305 miejscowość wymieniona jest w zlatynizownej formie Bresina. Miejscowość została wymieniona w formie Bresmir w dwóch łacińskich dokumentach: pierwszym wydanym w 1285 roku oraz drugim wydanym w 1351 roku we Wrocławiu przez Bolesława księcia śląskiego.

## Zabytki
Do wojewódzkiego rejestru zabytków wpisany jest:
- kościół pw. Najświętszej Marii Panny Różańcowej, gotycki zbudowany w XIV wieku. Obecny zbudowany w XIV wieku z wieżą z XVI wieku. W latach 1534–1945 ewangelicki. Spalony w czasie II wojny światowej, odbudowany w latach 1958-59. Wewnątrz zachowały się fragmenty XV wiecznej polichromii przedstawiającej Matkę Boską z Dzieciąkiem i św. Sebastianem. Ważnym elementem jest drewniany chór z XVIII wieku oraz pozostałości XVI wiecznej chrzcielnicy kamiennej.

Inne zabytki:
- kamień drogowy, przy drodze do Lipek unikatowy pomnik upamiętniający przebudowę drogi z Brzegu w kierunku Wrocławia z 1584 roku. Jest to fragment drogi Via Regia. Pomnik jest wykonany z ogromnej płyty granitowej (5 na 3,5 m)[9], pochodzącej zapewne z kamieniołomów w Strzelinie[10] i opartej na murku. Obok stoi tablica z tłumaczeniem polskim. Znajdujący się na niej napis w języku staroniemieckim głosi: „Anno 1584 hat der Durchlauchte hochgeborene Fürst und Her, Her Georg dises Namens der ander, Herzog in Schlesien zur Lignitz und Brig disen Weg zu pflastern anfahen lassen und ist vollendet 15...”, co w polskim tłumaczeniu dosłownie znaczy: „(W) roku 1584 Książęca Mość Jaśnie Wielmożny Książę i Pan Jerzy, drugi tego imienia, książę na Śląsku, Legnicy i Brzegu, tę drogę rozpoczął brukować i ukończył w 15...” Jak widać, data zakończenia budowy nie jest znana (15...). Tak naprawdę do Wrocławia budowa nigdy nie dotarła, nie dotarła nawet do Oławy – ostatecznie droga została utwardzona tylko do Lipek. Choć przetoczyła się przez nią niezliczona liczba kopyt i kół, przetrwała do dziś i wciąż jest użytkowana. Niewątpliwie także dodaje wsi uroku. Wracając jednak do pamiątkowej tablicy, prócz napisu w języku staroniemieckim, wyryto na niej również orła śląskiego oraz łacińską sentencję, która brzmi następująco: Staverunt alii nobis, nos posteritati, Omnibus at Christus stravit ad astra viam – Inni (Jedni) budują dla nas, my dla potomności, wszystkim nam Chrystus drogę do nieba wymości.